# Roj
Roj (kurdisch ڕۆژ Roj) ist ein kurdischer männlicher und weiblicher Vorname, der „Sonne“ oder „Tag“ bedeutet.  Abgeleitete Formen des Namens sind Rojda (weiblich), Rojan, Rojhan, Rojhilat (dt. „Orient/Osten“), Rojîn und Rojyar.

## Namensträger

### Vorname

#### Form Roj
- Roj Nûrî Şawîs (* 1976), irakischer Politiker

#### Form Rojda
- Rojda Aykoç (* 1978), kurdisch-türkische Sängerin
- Rojda Demirer (* 1980), türkische Schauspielerin
- Rojda Felat (* 1980), syrisch-kurdische Kommandeurin der SDF

#### Form Rojhan
- Rojhan Beken (* 1974), kurdischer Sänger

#### Form Rojîn
- Rojîn Ülker (* 1980), kurdische Sängerin und Schauspielerin

### Familienname

#### Form Rojhilat
- Ibrahim Rojhilat (* 1969), kurdischer Sänger

## Weiteres
- Alen Roj, slowenischer Badmintonspieler
- Roj TV, ein kurdischsprachiger Fernsehsender